# Rhinolophus bocharicus
Rhinolophus bocharicus es una especie de murciélago de la familia Rhinolophidae.

## Distribución geográfica
Se encuentra en Afganistán, Turkmenistán, Uzbekistán, posiblemente en Irán y Pakistán.